# Apostolisches Vikariat Harar
Das Apostolische Vikariat Harar (lat.: Apostolicus Vicariatus Hararensis) ist ein in Äthiopien gelegenes römisch-katholisches Apostolisches Vikariat mit Sitz in Harar. 

## Geschichte
Am 4. Mai 1846 wurde das Apostolisches Vikariat Galla durch Papst Gregor XVI. mit der Apostolischen Konstitution Pastoralis muneris aus Gebietsabtretungen der Apostolischen Präfektur Abessinien errichtet. Zum Territorium gehörte seit 1851 auch die Arabische Halbinsel, welche 1859 durch Pius IX. als Apostolische Präfektur mit Sitz im Jemen ausgelagert wurde, aber 1875 wieder aufgelöst wurde und 1888 abermals ausgelagert wurde. Am 28. Januar 1913 gab das Apostolische Vikariat Galla Teile seines Territoriums zur Gründung der Apostolischen Präfektur Süd-Kaffa ab. Eine weitere Gebietsabtretung erfolgte am 28. April 1914 zur Gründung der Apostolischen Präfektur Dschibuti. Das Apostolische Vikariat Galla gab am 25. März 1937 Teile seines Territoriums zur Gründung der Apostolischen Präfektur Neghelli. 
Das Apostolische Vikariat Galla wurde am 25. März 1937 in Apostolisches Vikariat Harar umbenannt. Am 6. März 1980 gab das Apostolische Vikariat Harar Teile seines Territoriums zur Gründung des Apostolischen Vikariates Meki ab.

## Ordinarien

### Apostolische Vikare von Galla
- Guglielmo Massaia OFMCap, 1846–1880
- Louis-Taurin Cahagne OFMCap, 1880–1899
- André-Marie-Elie Jarosseau OFMCap, 1900–1937

### Apostolische Vikare von Harar
- André-Marie-Elie Jarosseau OFMCap, 1937
- Leone Giacomo Ossola OFMCap, 1937–1943, dann Apostolischer Administrator von Novara
- Urbain-Marie Person OFMCap, 1955–1981
- Woldetensaé Ghebreghiorghis OFMCap, 1992–2016
- Angelo Pagano OFMCap, seit 2016